# Fluorescent Multilayer Disc
Fluorescent Multilayer Disc (FMD) è un formato di disco ottico sviluppato da Constellation 3D che usa materiali fluorescenti piuttosto che riflettivi per archiviare i dati. I dischi con tecnologia riflettiva (Come CD e DVD) hanno una limitazione pratica di 2 strati, prima di tutto dovuto all'interferenza, alla dispersione e all'intra-strato cross talk; l'uso della fluorescenza, invece, permette a un supporto FMD di avere fino a 100 strati.
Questi strati extra permettono di raggiungere capacità di 1 terabyte, mantenendo sempre la taglia dei tradizionali supporti ottici.

## Funzionamento
I pit in un disco FMD sono riempiti di materiale fluorescente.
Quando la luce coerente del laser colpisce un pit il materiale brilla, dando una luce incoerente a una differente lunghezza d'onda.
Quando l'FMD è illuminato, la luce è in grado di viaggiare attraverso molti strati senza impedimenti.
I dischi illuminati, combinati con l'abilità di filtrare fuori la luce laser (basata sulla lunghezza d'onda e la coerenza), raccoglie un più grande rapporto segnale-rumore dei dischi riflettivi.
Questo è ciò che permette agli FMD di avere più strati.
La principale limitazione di strati in un disco FMD è la grande densità del disco.

## Sviluppo
Un prototipo da 50 GB fu dimostrato all'industria COMDEX show nel novembre 2000.
La prima generazione di dischi FMD usava laser rossi a 640 nm, raccogliendo all'incirca 140 GB per disco.
La seconda e la terza generazione di dischi FMD usava un laser blu a 405 nm, dando delle capacità fino al terabyte.